# あるある土佐カンパニー
『あるある土佐カンパニー』（あるあるとさカンパニー）は、2020年10月8日（7日深夜）から2022年3月26日（25日深夜）まで、テレビ朝日で全67回放送されたバラエティ番組。
放送時間は、2021年9月30日（29日深夜）放送分までは毎週木曜（水曜深夜）2:16 - 2:36、同10月10日（9日深夜）放送分より毎週土曜（金曜深夜）2:40 - 3:00（いずれもJST）。この放送時間変更に伴い、番組タイトルも『あるある土佐カンパニー2』へと改められた。

## 概要
土佐兄弟初の冠番組、かつ2020年10月改編で新設された『バラバラ大作戦』水曜第2部の第1弾としてスタートしたもので、まだ見ぬ”新しいあるある”（日常にあるべたなこと）を見つける会社・土佐カンこと土佐カンパニーを設立したという設定の下、社員のメンバーがあるある動画を作成するという番組内容となっている。
撮影は、出演者自らが行うスタイルで進行し、総合演出は2009年にテレビ朝日入社組の三枝健介が務める。また本編ナレーションには、HOYAが開発した音声合成ソフトReadSpeakerが使用されている。

## 出演者

### 土佐カンパニー
- 土佐兄弟（土佐卓也、土佐有輝）‐ 企画部
- 三谷紬（テレビ朝日アナウンサー）‐ 制作部
- トサカン ‐ 空き缶をモチーフにしたマスコットキャラクター。進行を担当。CVは高橋あやな

### ナレーション
- 高橋あやな
- アキラ君（ReadSpeaker）

## スタッフ
- コンセプト：鈴木おさむ
- 構成：なかじまはじめ
- 技術協力：テイクシステムズ、テレテック
- 編集：橋本淳一郎、高美こころ、泉舘雄介
- MA：大江拓也、多勢捺映
- 制作協力：UNITED PRODUCTIONS
- アシスタントプロデューサー：渡邊優子
- ディレクター：渡邉咲紀
- チーフディレクター：辻智博
- 演出：三枝健介
- プロデューサー：遠藤由一郎、大橋豪（UNITED PRODUCTIONS）
- ゼネラルプロデューサー：樋口圭介
- 制作：テレビ朝日ソリューション本部コンテンツ編成局第2制作部
- 制作著作：テレビ朝日

## ネット局と放送時間
| 放送対象地域 | 放送局       | 系列           | 放送日時                                                  | 放送開始                                     | 備考   |
| ------------ | ------------ | -------------- | --------------------------------------------------------- | -------------------------------------------- | ------ |
| 関東広域圏   | テレビ朝日   | テレビ朝日系列 | 木曜 2:16 - 2:36（水曜深夜） ↓ 金曜 2:40 - 3:00(土曜深夜) | 2020年10月8日（10月7日深夜） - 2022年3月26日 | 制作局 |
| 沖縄県       | 琉球朝日放送 | テレビ朝日系列 | 土曜 0:15 - 0:35（金曜深夜）                              | 2021年4月3日（4月2日深夜）                   |        |

過去のネット局
- 新潟県：新潟テレビ21 - 2021年4月29日（4月28日深夜）から2021年10月14日（10月13日深夜）まで、遅れネットで木曜 0:50 - 1:15（水曜深夜）に放送。